# Christoph Müllerleile
Christoph Müllerleile (* 6. Dezember 1946 in Diez; † 18. Oktober 2023) war ein deutscher Journalist und Kommunalpolitiker, Stadtverordnetenvorsteher in Oberursel, Initiator und Mitgründer des Deutschen Fundraising Verbandes und des Deutschen Spendenrates sowie Vorsitzender des Instituts für europäische Partnerschaften und internationale Zusammenarbeit (IPZ).

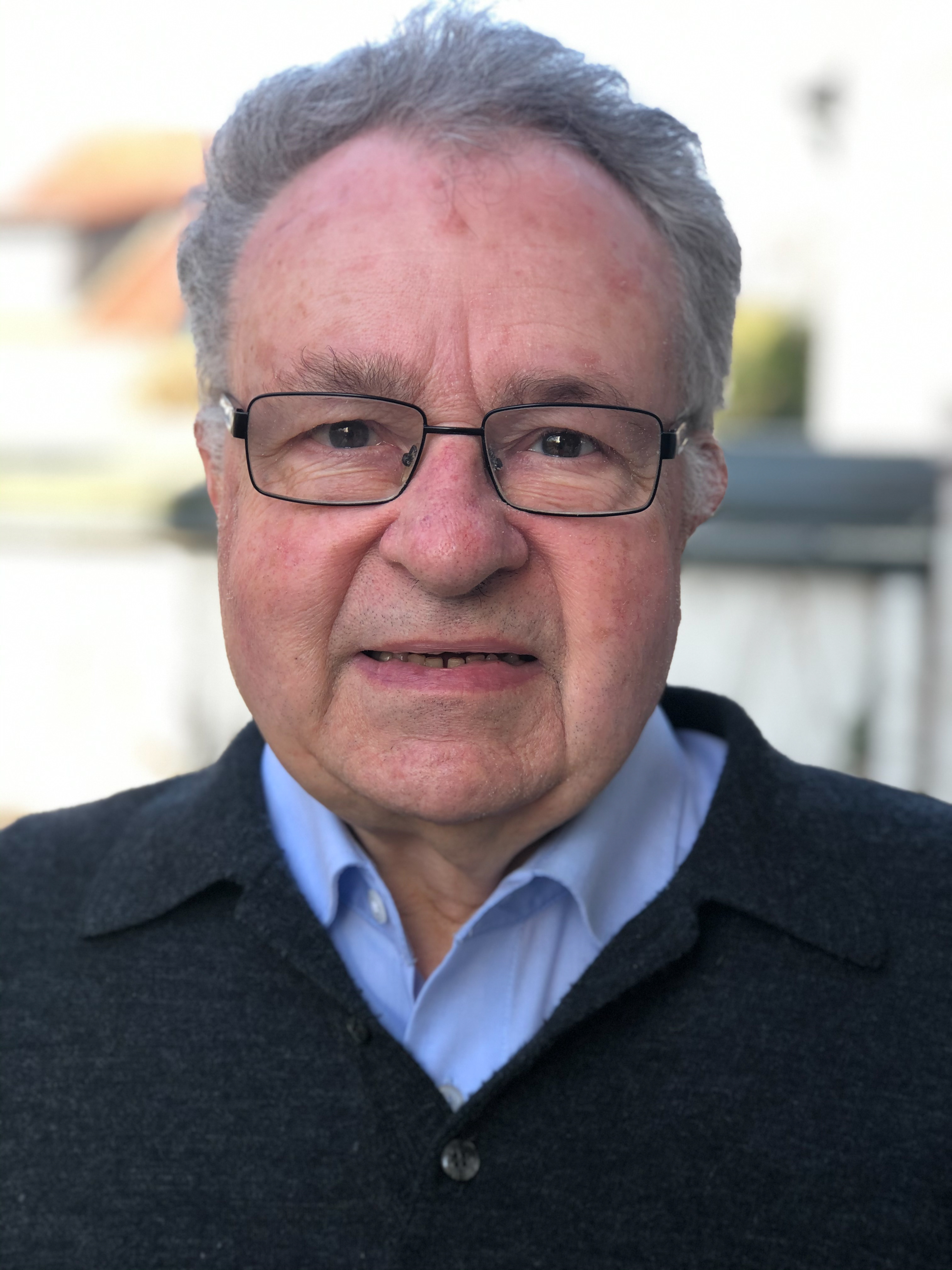
Christoph Müllerleile 2020

## Beruflicher Werdegang
Im Jahr 1966 machte Müllerleile das Abitur am Gymnasium Oberursel. Anschließend absolvierte er eine journalistische Ausbildung bei der Frankfurter Neue Presse, bevor er sein Studium der Publizistik und Politikwissenschaft an der Johannes Gutenberg-Universität Mainz begann, welches er im Jahr 1976 mit dem Magister abschloss. Im Jahr 1993 erfolgte seine Promotion zum Dr. phil. mit einem Thema zur politischen Integration.
Von 1976 bis 1977 war er Redakteur der Deutschen Kriminalfachredaktion bei Eduard Zimmermann in Mainz, von 1977 bis 1981 stellvertretender Sprecher der CDU in Bonn und von 1981 bis 1985 Repräsentant der Konrad-Adenauer-Stiftung für die englischsprachige Karibik mit Sitz in Kingston.
Ab 1985 war er beruflich im Bereich Öffentlichkeitsarbeit und Fundraising für Nonprofit-Organisationen tätig, hierbei unter anderem beim Bundesverband Deutscher Zeitungsverleger, beim Hilfswerk Kirche in Not/Ostpriesterhilfe, der Umweltstiftung WWF Deutschland und der Deutschen Herzstiftung. Im Jahre 1993 war er Initiator, Mitgründer und bis 2002 Vorsitzender des Deutschen Fundraising Verbands e. V. sowie Mitgründer des Deutschen Spendenrats e. V. Von 2007 bis 2011 war er Mitglied des Ausschusses „Standards für eine gute, ethische Fundraising-Praxis“ des Deutschen Fundraising Verbands, 2014–2019 Mitglied der Schiedskommission, 2015–2019 Vorsitzender der Jury Deutscher Fundraising-Preis.
Im Jahre 1998 gründete er das Büro für Öffentlichkeitsarbeit und Fundraising in Oberursel. Er spezialisierte sich auf die Beratung von Nonprofit-Organisationen im Fundraising. Von 1993 bis 2004 war er Redaktionsleiter der Fachzeitschrift „BSM-Newsletter“, später „Fundraising aktuell“, die bis 2008 als „Fundraising aktuell online“ weitergeführt wurde.
Er verfasste zahlreiche Buch- und Zeitschriftenbeiträge zum Thema Mittelbeschaffung für gemeinnützige Zwecke. Er hatte Lehraufträge am Institut für Publizistik der Universität Mainz, an der Theologischen Fakultät Paderborn sowie der Hochschule Darmstadt. Von 2007 bis 2019 war er Dozent am Master-Fernstudiengang Management von Kultur- und Nonprofit-Organisationen der Technischen Universität Kaiserslautern.

## Ehrenamtliche Tätigkeit
Von 1972 bis 1977, 1997 bis 2000 und 2001 bis 2003 war Müllerleile Stadtverordneter in Oberursel für die CDU. Im Jahr 2003 kandidierte er bei der Bürgermeisterwahl in Oberursel vergeblich als Unabhängiger, erzielte aber 24,51 % der Stimmen. Von 2006 bis 2018 war er Stadtverordneter für die Oberurseler Bürgergemeinschaft (OBG) und von 2011 bis 2016 Stadtverordnetenvorsteher. Von 2006 bis 2016 war er Kreistagsabgeordneter für die Freie Wählergemeinschaft Hochtaunuskreis (FWG) und dort stellvertretender Vorsitzender des Schul- und Kulturausschusses.
Müllerleile war unter anderem Vorstandsmitglied von CARE Deutschland, Vorsitzender des Stiftungsrats der Deutschen CARE-Stiftung und war ab 2016 Mitglied im Kuratorium der Hilfsorganisation. Von 2010 bis 2016 war er Vorsitzender des Instituts für europäische Partnerschaften und internationale Zusammenarbeit (IPZ) in Hürth.
Auf lokaler und regionaler Ebene war Müllerleile Pfarrjugendführer der katholischen Jugend von St. Ursula und Liebfrauen in Oberursel, Vorsitzender des Stadtjugendrings Oberursel und der Jungen Union Oberursel. Er war Mitgründer und Vorstandsmitglied der Fördervereine des Gymnasiums Oberursel und der Pfarrgemeinde Liebfrauen sowie der Oberurseler Initiative Opferdenkmal und war Pfarrgemeinderat in den katholischen Gemeinden St. Ursula und Liebfrauen in Oberursel. Von 1999 bis 2010 war er Vorsitzender des Vereins zur Förderung der Oberurseler Städtepartnerschaften. Von 2006 bis 2017 war er Vorsitzender des Fördervereins der Hans-Thoma-Schule (Oberursel).
Auf Landesebene war Müllerleile Vorstandsmitglied der Jungen Union Hessen und des Bezirksverbands Westhessen. Während seiner Auslandstätigkeit war er Vorstandsmitglied der Jamaican-German Society, des Rotary-Club Kingston-Downtown, der Cherry Gardens Citizens Association, alle in Kingston, und danach der Deutsch-Jamaikanischen Gesellschaft in Bonn. Ab 2021 war er Mitglied im Diözesanvorstand des Kolpingwerks Diözesanverband Limburg.

## Auszeichnungen
- 1974 Partnerschaftsplakette der Stadt Oberursel (Taunus)
- 2002 Sonderpreis des Deutschen Fundraising Preises
- 2003 und 2013 Deutscher Fundraising Preis
- 2011 Ehrenbrief des Landes Hessen
- 2016 Bundesverdienstkreuz am Bande[15]
- 2018 Ehrenplakette der Stadt Oberursel (Taunus)[16]

## Schriften
- Die Integration der CARICOM-Staaten – Fortschritte und Hindernisse auf dem Weg zur Karibischen Gemeinschaft (= Politikwissenschaftliche Perspektiven Bd. 9). Lit, Münster 1993 (Dissertation Mainz 1993).
- CARICOM Integration – Progress and Hurdles – A European View. Vorwort von Rex Nettleford. LMH Publishing Limited, Kingston (Jamaica), 2. Aufl. 2003, ISBN 976-8184-61-2.
- Spendensendungen und Spendenabwicklungspraxis der öffentlich-rechtlichen Rundfunkanstalten in Deutschland. Untersuchung im Auftrag der Stiftung Fliege. Maecenata-Institut, Berlin 2005 (Opusculum Nr. 16; PDF; 237 kB).
- Fundraising Akademie (Hrsg.): Fundraising – Handbuch für Grundlagen, Strategien und Instrumente. Gabler Verlag, Wiesbaden 2003, ISBN 3-409-21672-3. Redaktion der 1. und 2. Auflage; Autor des Beitrags Fundraising-Kodex, Verbände, Fundraising-Märkte, Massenmedien, Ehrenamt, Zahlwege, S, 57 ff. und in der 4. Aufl. 2008 des Beitrags Die Rolle der Massenmedien im Fundraising, S. 457–473.
- Grundlagen des Fundraisings. In: Wiebke Doktor (Hrsg.): Das Einmaleins des Fundraisings. Einführung in Theorie und Praxis. Apollon University Press, Bremen 2021, ISBN 978-3-943001-61-7, S. 13–113.